# Cirkus Fandango
Cirkus Fandango è un film del 1954, diretto da Arne Skouen. È stato presentato al Festival di Cannes del 1954. 

## Trama
Nel circo di Fandango la giovane Tove si esibisce come bersaglio umano per Harmandez, il tiratore di fucile. Una sera, quando quest'ultimo è troppo ubriaco, Tove si rifiuta di andare in pista, e viene sostituita da un giovane che si trova casualmente sul posto, Jannik, un imitatore di voci umane e animali, attratto dalla vita del circo. Il giorno seguente Jannik si unisce agli artisti circensi nel loro girovagare. Fra lui e Tove si stabilisce un'intesa amorosa, sotto la protezione della persona più autorevole del circo, il clown Papa, anziano e così acciaccato da non coricarsi mai da 10 anni, preferendo dormire su una poltrona per paura che la sua artrite non gli consenta di rialzarsi quando deve andare in scena.
Una sera, durante uno spettacolo, Tove viene ferita da un colpo maldestro di Harmandez. Viene ricoverata in ospedale, e qui Papa decide che la giovane coppia è degna di ricevere da lui un segreto che egli ha custodito per una vita intera: il "mistero di Houdini".
Papa sta meditando da tempo di ritirarsi dalla vita nomade del circo e di ricoverarsi in una casa di riposo: la sua esibizione, una sera, è così particolare che tutti i colleghi si accorgono che egli sta dando l'addio al circo, e, quando si ritira dietro le quinte, emozionati gli rendono omaggio. Poi, in pista, Jannik esegue la sua versione del "mistero di Houdini": fa chiudere Tove dentro una cassa ben sigillata, e, posto un paravento davanti ad essa, in pochi secondi la ragazza ne esce, libera, mentre Jannik prende il suo posto.
Lo spettacolo non è ancora finito quando Papa entra nella casa di riposo, dalla quale vede il tendone del circo, e, dopo 10 anni, si stende sul letto.